# 高通滤波器
高通滤波器（英語：High-pass filter）是容许高频信号通过、但减弱（或减少）频率低于截止频率信号通过的滤波器。对于不同滤波器而言，每个频率的信号的减弱程度不同。它有时被称为低频剪切滤波器；在音频应用中也使用低音消除滤波器或者噪声滤波器。高通滤波器与低通滤波器特性恰恰相反。
一个滤波器滤除一个复杂信号中不想要的低频成份同时让高频信号通过是很有用的。当然，'低'和'高'频率的含义是相对于滤波器设计者所选择的截止频率而言的。

## 实现

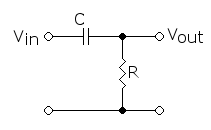
RC电路实现的一阶无源模拟高通滤波器

最简单的电子高通滤波器包括一个与信号通路串联的电容器和与信号通路并联的电阻。电阻与电容的乘积（R×C）是时间常数；它与截止频率成反比，在截止频率上输出信号的强度是输入信号的一半（-3分贝（dB））：
{\displaystyle f={1 \over 2\pi RC}}
其中f的单位是赫兹（Hz），R的单位是欧姆（ohm），C的单位是法拉（farad），简称「法」。

## 应用
这样的滤波器能够把高频率的声音引导至专用高音喇叭（tweeter），并阻止可能干擾或者损害喇叭的低音信号。使用线圈而不是电容的低通滤波器也可以同时把低频信号引导至低音喇叭（woofer）。
高通和低通滤波器也用于数字图像处理中在频域中进行变换。